# Gheorghe Lăutaru
Gheorghe Lăutaru (* 1960 in Bukarest; † 18. Januar 2010 ebenda) ist ein ehemaliger rumänischer Radrennfahrer und nationaler Meister im Radsport.

## Sportliche Laufbahn
Lăutaru war im Straßenradsport und im Bahnradsport aktiv. 1975 begann er mit dem Radsport im Verein Dinamo Bukarest. 1978 gewann er bereits vier nationale Titel und wurde Mitglied der Nationalmannschaft. Insgesamt holte er altersklassenübergreifend 40 nationale Titel auf der Bahn und der Straße.
1979 und 1980 gewann Lăutaru seine ersten Titel in der Männerklasse. Er bestritt die Bulgarien-Rundfahrt, die Türkei-Rundfahrt sowie die Internationale Friedensfahrt. 1981 wurde er 48. und 1985 67. der Friedensfahrt. 1983 wurde er Zweiter im Straßenrennen der Weltmeisterschaften der Studenten in Edmonton.